# Halmejoki-Karhonsaari-Potkunsaari
Halmejoki-Karhonsaari-Potkunsaari este o arie protejată (arie specială de conservare — SAC, sit de importanță comunitară — SCI) din Finlanda întinsă pe o suprafață de 23 ha, integral pe uscat.

## Localizare
Centrul sitului Halmejoki-Karhonsaari-Potkunsaari este situat la coordonatele 62°57′27″N 27°44′19″E / 62.9575°N 27.7386°E.

## Înființare
Situl Halmejoki-Karhonsaari-Potkunsaari a fost declarat sit de importanță comunitară în august 1998 pentru a proteja un număr necunoscut de specii din flora spontană și fauna sălbatică aflate în arealul zonei. Situl a fost protejat și ca arie specială de conservare în aprilie 2015.

## Biodiversitate
Situată în ecoregiunea boreală, aria protejată conține 4 habitate naturale: Păduri fino-scandinave bogate în ierburi cu Picea abies, Cursuri de apă de la nivel de câmpie la nivel montan, cu vegetație Ranunculion fluitantis și Callitricho-Batrachion, Pante stâncoase silicioase cu vegetație casmofită, Taiga vestică.
La baza desemnării sitului se află un număr nedeclarat de specii protejate.
Pe lângă speciile protejate, pe teritoriul sitului au mai fost identificate 6 specii de plante, 3 specii de pești.